# Kauza sexuálního zneužívání dětí v Rochdale
Skupinové sexuální zneužívání dětí probíhalo přibližně v letech 2008–2009 ve městě Rochdale v hrabství Velký Manchester a v dalších městech převážně v Anglii. Případ byl tématem zprávy ministerstva vnitra Spojeného království s názvem Review of Grooming Gang Ethnicity, která vyhodnotila rozšíření a charakteristiky sexuálního zneužívání nezletilých obětí organizovanými skupinami pachatelů. Vypracování zprávy zadal tehdejší ministr vnitra Sajid Javid v červenci 2018; zpráva byla zveřejněna 15. prosince 2020.
K lednu 2024 bylo v několika samostatných soudních procesech odsouzeno celkem 42 mužů, dohromady jim byly uloženy tresty odnětí svobody v celkové výši 432 let.

## Pozadí zprávy
Je známo sexuální zneužívání „bílých britských dívek“ v počtu 47, které se událo ve městě Rochdale ve Velkém Manchesteru již před rokem 2012 resp. do května 2012. Dopadeno a za zločiny znásilnění, obchodování s lidmi a spiknutí se za účelem sexuálních aktivit s dětmi bylo odsouzeno devět mužů, z toho osm Britů pákistánského původu a jeden afghánský žadatel o azyl. 
Takové zločiny byly páchány ve velkém měřítku také v Rotherhamu a byly označeny jako grooming. Z iniciativy labouristické poslankyně za Rotherham Sarah Championové, skupina dvaceti poslanců napříč politickým spektrem vyzvala v roce 2018 ministra vnitra Sajida Javida, aby se detailně zabýval případy tzv. skupinového groomingu, a to zejména s ohledem na případné možné společné charakteristiky desítek případů napříč celou Británií. Sama Championová byla nucena zvýšit svou osobní ochranu, protože kvůli své iniciativě dostávala vyhrůžky smrtí.
Předchozí vyšetřovací zpráva z roku 2014 připouštěla, že mnozí vyšetřovatelé popisovali svoji nervozitu při identifikaci etnického původu pachatelů z obav, že budou považováni za rasisty.

## Vypracování a obsah zprávy o zneužívání
Britský ministr vnitra, konzervativní politik Sajid Javid, zadal vypracování analýzy svému týmu v červenci 2018. Prohlásil přitom, že se nenechá svazovat politickou korektností. V prosinci roku 2018 řekl Javid, že bylo chybou ignorovat etnicitu pachatelů. Javid se narodil v Rochdale a měl ideální pozici trvat na tom, aby úředníci zkoumající příčiny těchto jevů „obrátili každý kámen“.
V květnu roku 2019 uvedl deník Huffington Post, že se vypracování zprávy zpožďuje. Většina informací ze zprávy měla zůstat důvěrná kvůli provozní citlivosti.
V reakci na oficiální žádost listu The Independent v  rámci svobodného přístupu k informacím ministerstvo vnitra prohlásilo, že Posouzení skupinového groomingu je dokončeno, ale že jeho zveřejnění není ve veřejném zájmu.

## Petice požadující zveřejnění
Aktivista Jonathan Wong vypracoval 5. března 2020 parlamentní petici požadující plné zveřejnění obsahu zprávy. Petici vbrzku podepsalo přes deset tisíc lidí, čímž vznikla vládě Spojeného království povinnost se k petici vyjádřit do 21 dnů. Během týdne překročil počet podpisů hranici sto tisíc, čímž se měla dostat na pořad jednání sněmovního petičního výboru.
První vyjádření vlády, podepsané ministerstvem vnitra (Home Office), bylo zveřejněno až 24. dubna. Ve vyjádření byla zopakována neochota ministerstva zprávu zveřejnit. Předsedkyně petičního výboru dolní komory britského parlamentu, Catherine McKinnel, napsala 10. května dopis ministryni vnitra, Priti Patelové, ve kterém vyjádřila nespokojenost s vyhýbavou odpovědí ministerstva. Vyzvala ji k doplnění odpovědi v termínu do 20. května 2020.
Britské ministerstvo vnitra úplně změnilo svůj postoj a 19. května doplnilo své předchozí vyjádření k petici v tom smyslu, že vláda hodlá v roce 2020 zveřejnit dokument o skupinovém sexuálním vykořisťování dětí, který uvede klíčová zjištění práce ministerstva vnitra v této oblasti a důsledky pro politiku. Ke dni 26. května 2020 měla petice podporu již 126 424 signatářů.